# 제1차 사법부 유죄추정 규탄 시위
제1차 사법부 유죄추정 규탄 시위는 한 남성이 2017년 11월 대전의 한 곰탕집에서 여성의 엉덩이를 만진 혐의로 법원에서 실형을 선고받은 '곰탕집 성추행 사건'에 대해, 유죄 판결을 내린 법원을 비판하기 위해 개최한 시위이다. 2018년 9월 8일 "당신의 가족과 당신의 삶을 지키기 위하여"이라는 단체가 설립됐고, 10월 27일에서 오후 1시 30분부터 서울특별시 종로구 혜화역에서 자유발언, 노래, 구호 등의 활동을 하며 4시 40분 폐회식을 하며 마쳤다.

## 전개

### 준비 과정

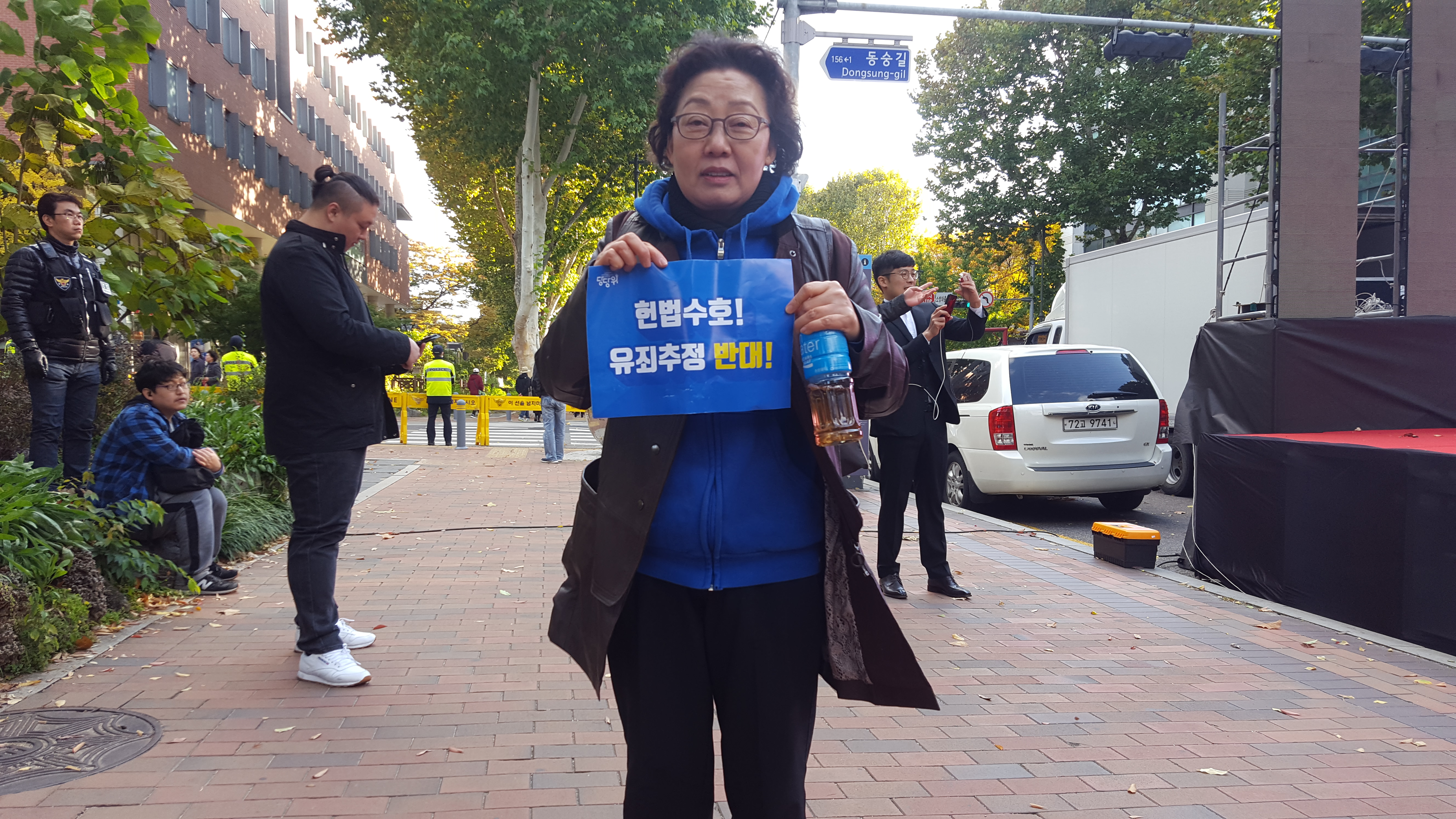
시위에 참여한 오세라비와 그 뒤에 방송중인 액시스마이콜

2018년 9월 7~8일 웃긴대학 사용자 냥라임은 곰탕집 유죄 추정 사건을 비판하고자 시위를 제안하며 당신의 가족과 당신의 삶을 지키기 위하여라는 네이버 카페를 만들었다. 시위 목적은 일차적으로는 곰탕집 성추행 사건에서의 사법부의 유죄 추정에 대한 문제 제기, 크게 보자면 유사사례에 대한 사법부의 각성 요구고 시위가 열릴 장소의 현장 답사는 10일에 진행되며, 운영진 논의를 거쳐 장소를 정해 공지한다고 했다. 15일 개인 사정으로 냥라임은 사임하고 날짜가 10월 27일로 결정했다. 이러한 사실이 알려지자 카페 회원, 시위 및 일반 후원금도 빠르게 늘어났다.
한편 유사 사건의 당사자나 권위자 영입을 요청하는 글이 많아 도움을 요청해서 작가 오세라비와 박진성이 가입했다. 집회 신고는 27일 오전에 했고 장소를 '혜화역'으로 정했는데 “혜화역으로 집회 장소를 정한 데에는 혐오로 얼룩진 이곳을 시민들에게 돌려드린다는 의미가 포함돼 있다”고 한다. 30일 시위의 정식 명칭이 사법부 유죄추정 규탄 시위로 결정됐으며  오세라비, 박진성이 참여하며 양예원 사건 실장님 동생도 비공개로 참여하고 목표는 사법부의 유죄 추정에 초점을 맞추기로 했다며 법 집행 과정에 대한 비판도 추가하겠다고 밝혔다. 당당위 디자인 담당자는 10월 8일 ‘1차 유죄추정 규탄시위’를 알리는 포스터 3종을 올렸다. 제작자는 “다른 분의 도움을 받아가며 시위 홍보 포스터를 완성했다”며 “너무 무게 잡고 만들면 부담을 느끼지 않을까 염려되어 가벼운 분위기로 만들었다”고 설명했다.

### 진행과 마무리
시위는 오후 1시에 시작될 예정이었지만, 참석자가 대략 10명이자 당당위 운영진은 "음향기기 설치가 늦어지고 있다"고 공지한 뒤 사람이 오길 기다리다 1시 30분에 시작하며 당당위 대표 김재준은 시위 취지를 설명하며 성범죄 피해 여성의 일관된 진술만 있으면 사법부가 형사소송의 무죄 추정을 어기고 유죄로 추정한다고 주장하며 규탄했고 운영진 "우지"는 이 시위가 남성을 위한 것 또는 성 갈등을 조장한다는 주장이 있지만 우리는 "모든 억울한 사람의 편"임을 강조했다. 한편 김재준은 성폭행 무고로 자살까지 시도한 시인 박진성의 사례를 언급했으며 송경진 교사의 아내가 보낸 원고를 대독했다. 운영진 문성호는 이 집회는 2차 가해가 아니며 무죄 추정의 원칙은 반드시 지켜져야 한다고 목소리를 높였다.
일부 언론이 집회를 성별 갈등의 연장으로 몰아가려는 것을 의식했는지, 상당수 발언은 '성별 갈등 프레임'에 대한 반박, '성범죄자 강력 처벌'이었는데 초대가수 송 씨는 "남성, 여성, 남녀 아닌 다른 성 등을 떠나 '사람'으로 살아가자"고 말하기도 했다. 오세라비는 무대에 올라 "이 사회가 도덕 과잉으로 가고 있다"며 세상의 모든 것을 자신들의 도덕적 기준으로 재단하려는 페미니즘 세력은 틀렸다고 발언했다. 시위 참가자는 다양한 구호를 외치며 주장을 표현했고 레 미제라블 OST인 '민중의 노래'의 한국어판을 개사한 '무고한 자의 노래'를 부르고 다른 참가자가 이를 따라 불렀다. 이후 당당위 운영진 두 명이 무대에 올라 폐회사를 낭독한 후 예정된 종료 시각인 오후 6시보다 빠른 오후 4시 40분에 끝났다.
- 1시 42분~2시 18분
- 2시 19분~2시 21분
- 2시 43분~3시 3분
- 4시 32분~4시 38분

## 2차 집회
저조한 참여율로 마무리된 1차 집회 이후, 각종 행사가 밀려드는 12월 집회는 1차 집회보다도 참석하기 어렵다는 호소가 이어지자 2차 집회는 12월 8일로 예정했다가 2주 앞당긴 11월 24일 오후 2시 혜화역 인근에서 2차 시위를 열 예정이라고 공지했다. 또한 멀어져가는 관심을 붙고자 ‘수사기관 및 언론의 유죄추정’을 규탄하는 내용을 포함해 외연을 넓히면서 당당위 운영진 11월 26일에 이수역 사건 속 성 차별적 발언에 항의하기 위해 이수역 인근에서 4시간 동안 피켓을 들고 1인 시위를 진행했다. 다만 이를 아시아경제의 이승진 기자는 사법부 규탄을 벗어난 노골적인 여성 혐오 발언이 이어졌으며 1차 시위 이후 내부에선 ‘인원을 모으기 위해 반페미니즘 노선을 추구해야 한다’는 등의 목소리가 끊이지 않아 집회 목적과 멀어진 상황이라며 비판했다. 시위는 2시에 시작하여 4시에 끝났고 대략 4~500명이 모였다.

## 반응

### 맞불 집회 "2차 가해 규탄 집회"
2018년 10월 3일 "남성과 함께하는 페미니즘"은 "당신의 가족과 당신의 삶을 지키기 위하여"가 진행하는 집회는 피해 여성에 대한 2차 가해라며 10월 27일 오후 1시부터 혜화역 1번 출구에서 "2차 가해 규탄 집회"를 열겠다고 알렸고 시위 당일에 남성과 함께하는 페미니즘 측 참가자도 적어 예정보다 늦은 오후 1시 36분에 시작했는데 대부분 당당위 측을 비판하는 발언과 퍼포먼스로 채워졌으며 참가자들은 구호를 외치면서 시위하였다. 당당위의 집회 포스터를 찢고 ‘2차 가해 댓글’이라고 적힌 푯말을 부수는 퍼포먼스를 했다. 한편 "손목을 분질러주어라"가 담긴 가사의 노래를 부르는 등 '혐오' 성향을 드러내기도 했다. 이날 집회에는 정당인 신지예도 참여했는데 일본군 ‘위안부’ 피해자로 비유하며 피해자의 증언이 얼마나 구체적이고 일관적인지가 매우 중요하다”며 지적했고 남함페에서 ‘은결’이라는 닉네임을 쓰고 있는 회원은 단상에 올라 "당당위는 2차 가해를 지금 당장 중단하라. 전형적인 가해자 옹호 논리다"라고 비판했다.
남함페 집회 참가자는 남녀 가릴 것 없이 모두가 마스크를 쓰고 참석했다. 한 여성은 자유 발언을 신청해 우리를 비판하는 쪽에서는 당당하면 마스크를 쓰지 말라고 하지만 그들은 기득권층이니까 그렇게 말할 수 있는 것이라고 말했다. 같은 장소에서 다섯 차례 집회를 개최한 바 있는 단체 '불편한 용기'는 '경찰의 협조를 받았다'는 이유로 모든 미디어의 접근을 제한하였으나, 남함페의 집회는 참여 인원이 적은 관계로 별다른 충돌은 일어나지 않았다.
맞불 집회에 대해 인터넷 방송인 액시스마이콜은 '워마드 홍익대 누드 크로키 수업 도촬 사건'을 거론하며 "대놓고 범죄자를 빨리 잡았다고 경찰을 욕하고 피해자를 욕하는 데다 대놓고 2차 가해를 하는 과거 시위에는 왜 안 갖는지 궁금하다"고 반문했다. 영화배우 조덕제는 남함페 집회에 대해 "무죄 추정의 원칙을 지켜달라는 것이 잘못된 주장인지 묻는다. 오히려 (당당위처럼) 이렇게까지 주장하는 국민들에 대해 안타까움을 갖고, 잘못하는 국가가 반성해야 함에도 이를 잘못됐다며 '2차 가해'라 주장하고 있다"며 "누구에 대한 2차 가해인가. 무죄 추정의 원칙을 지켜 손해 보는 사람은 범법자일 뿐, 그 짓거리를 남함페가 하고 있다. 국민에게 논리 없이 악만 쓰는 우기기로 몰아가고 있다"며 비판했다.

### 적은 인원
시위가 시작되기 전 당당위와 남함페는 경찰에 각각 1만 5000명, 2000명이 참가할 것으로 집회 신고를 했다. 그렇기에 경찰은 약 500명~720명을 배치했지만 사람 수가 적자 200여 명으로 줄였다. 한 경찰 관계자는 적어도 3000여 명 정도는 참석할 거라 예상해 오전부터 대규모 집회를 대비했지만 너무 적다는 반응을 보였고 또 다른 경찰은 2차 집회때도 인원이 적으면 도로가 아니라 인도에서 집회를 해야 할 것이라며 불평했다. 또한 이화사거리에서 혜화동로터리까지 1.1km 구간에서 4차로에 걸쳐 차량 통행을 막고 열려 있는 2차로로 통행하느라 교통 정체가 빚어지자 서울 은평구 증산동에 거주하는 38세 남성 김진태는 "날이 화창해 아내와 함께 유모차를 끌고 대학로에 나왔는데 길이 너무 막히고 시위 소리로 시끄러워 무슨 일인가 싶었다"며 "사람은 앞 부분에만 모여있는데 왜 길 전체를 다 막느냐, 주말에 거리를 시민에게 주면 좋겠다"라며 불만스러운 반응이었고 두 집회를 모두 본 55세 여성 김 모씨도 "몇명되지도 않은 집회 때문에 도로를 전부 막았느냐"고 호통을 치며 불편을 호소했다.
집회 참가자들은 예상보다 적은 인원에 당황한 모습이었는데 주변을 둘러보면 허탈한 듯 한숨을 짓기도 했고 “사람이 너무 적다. 이게 말이 되냐”고 토로하는 참가자도 있었다. 고등학교 3학년인 19세 이 모씨는 “생각보다 인원이 적어서 당혹스럽다. 나오기 전에 친구들에게 같이 나오자고 해봤지만 다들 관심 없다고 거부해서 답답하다”는 발언을 했고 대학생 24세 김 모씨는 “유죄 추정으로 인해 피해를 본 사람들에 대한 여론의 분노가 뜨겁다고 느꼈는데 막상 현장에 온 사람은 거의 없어 허탈하다”고 말했다. 또 다른 참석자 30세 정 모씨도 “청와대 청원이 33만 명이 넘고 카페 회원 수가 수천 명에 달하는데 정작 집회에 온 사람이 적어 아쉽다”고 말했다. 집회를 준비한 김재준은 "단체가 만들어진 지 불과 2개월밖에 되지 않아 여러 면에서 부족한 부분이 있었다"며 "참여자가 적더라도 집회는 예정대로 진행할 것"이라고 전했다.
한편 《한겨례》의 이재훈, 장수경, 장예지, 이정규, 이준희 기자가 작성한 곰탕집 성추행’ 집회 참가자들 “유튜브 보고 나왔다”라는 제목의 기사에서 집회에 참여한 300여명 중 14명과 인터뷰를 진행 한 후 주로 사건에 대해 정보를 접한 곳이 언론 보도보다는 주로 유튜브나 인터넷 커뮤니티라는 점에 주목하며 언론 보도보다 선입관을 뒷받침하는 근거만 수용하고, 자신에게 유리한 정보만 선택적으로 수집하는 확증 편향 성향이 높은 곳을 통해 정보를 입수했을 가능성이 크며 적은 인원이라 비웃거나 과소평가하는 것 보다 "재일 특권을 용납하지 않는 시민 모임"처럼 확대될 것을 경계해야 한다는 주장을 하자 평론가 박가분은 현상에 대한 이해 없이 진영 논리에 입각한 논리적 비약과 낙인으로 일관하며 ‘돈 없는 조중동’이라고 불리는 원인이라 비판했고 오세라비는 저널리즘 본질을 망각한 행위라 비판했다. 집회에 참여한 액시스마이콜은 "카메라로 보이는 시위 참여 인원만 보고 실망할 수도 있겠으나, 다른 무엇보다 시위의 방향성을 확실히 보여줌으로써 다음 시위도 자극적인 요소로 사람들의 이목을 잡는 것이 아닌, 표현하고자 하는 건전한 의견을 제대로 보여줄 것"이라고 평했다. 한편 서민 교수는 더위에도 불구하고 많은 인원이 모였던 2018년 8월 혜화역 불법촬영 규탄 시위에 비해 이번 집회 참여자 수가 부족한 이유가 절실함 결여되었기 때문이라고 하였다.

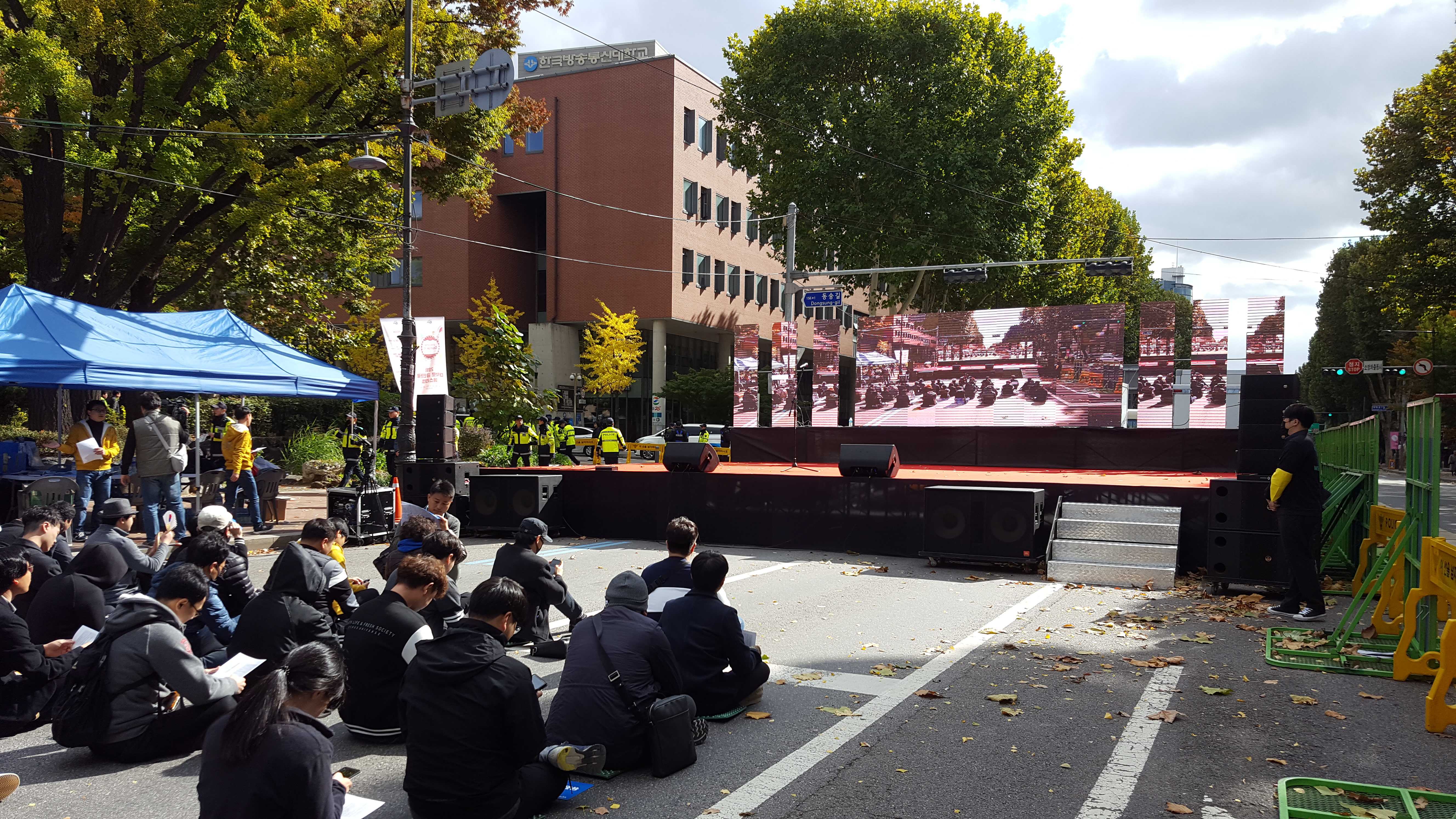
1시 19분
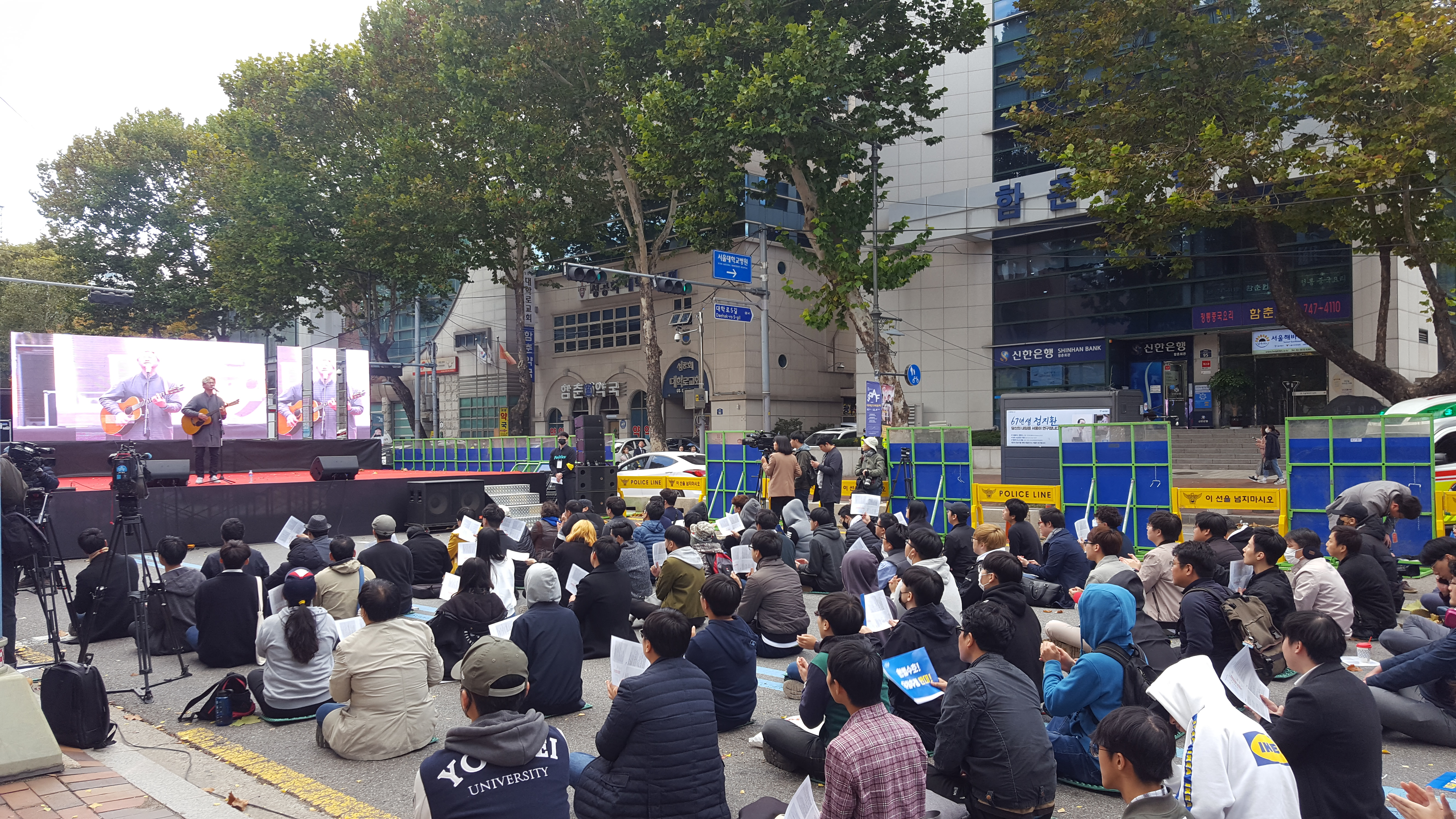
2시 41분
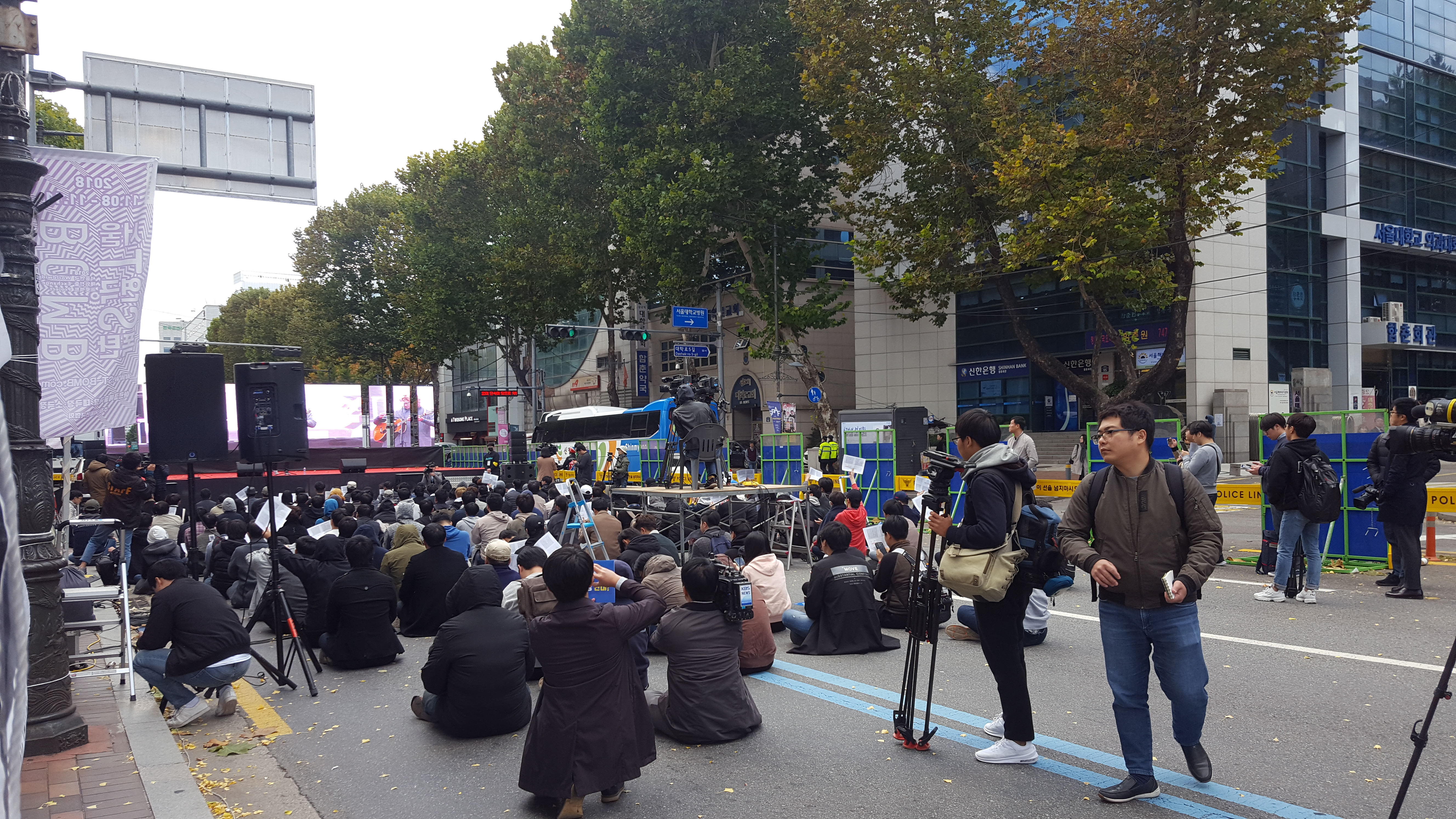
2시 42분
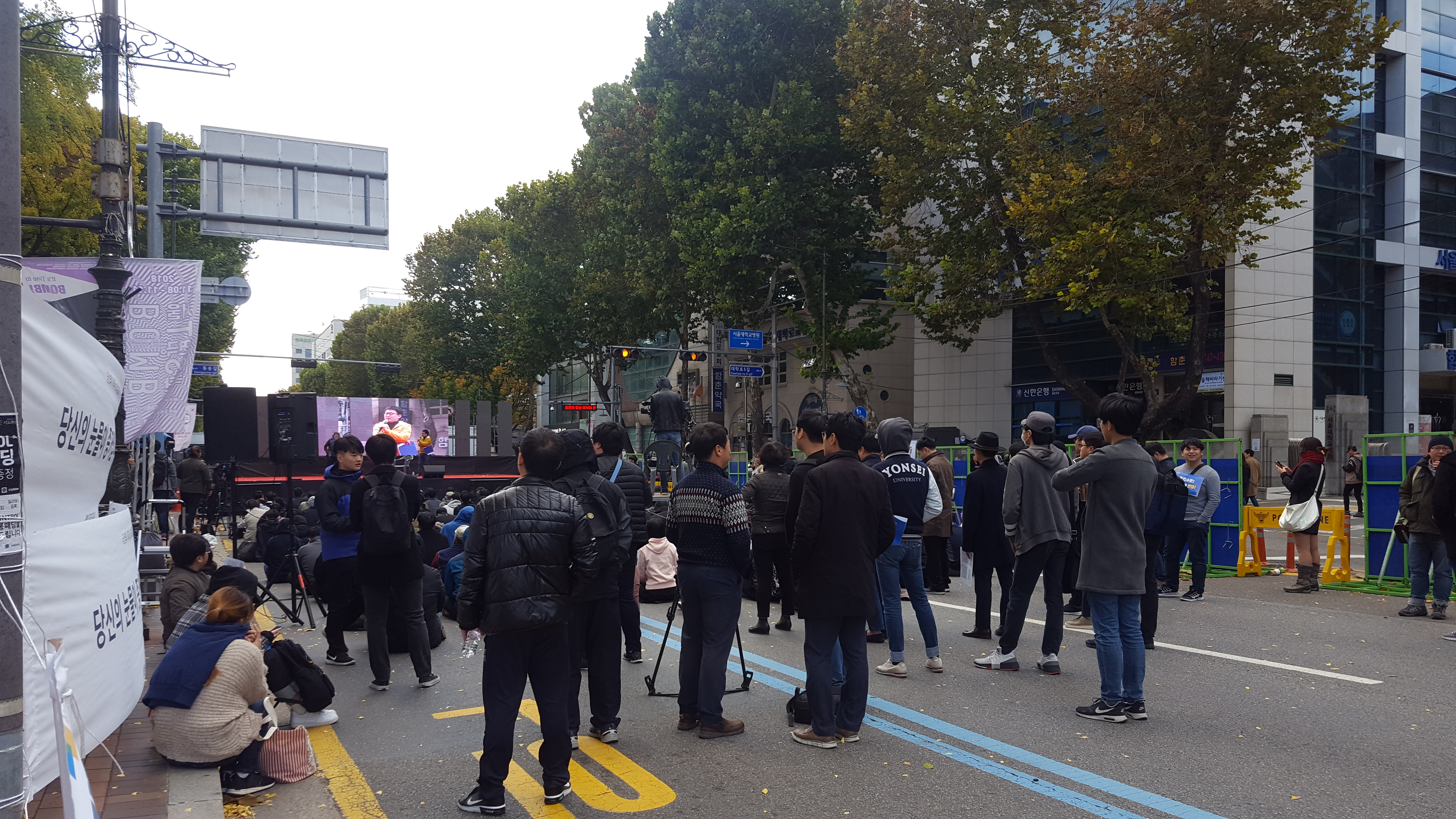
3시 6분
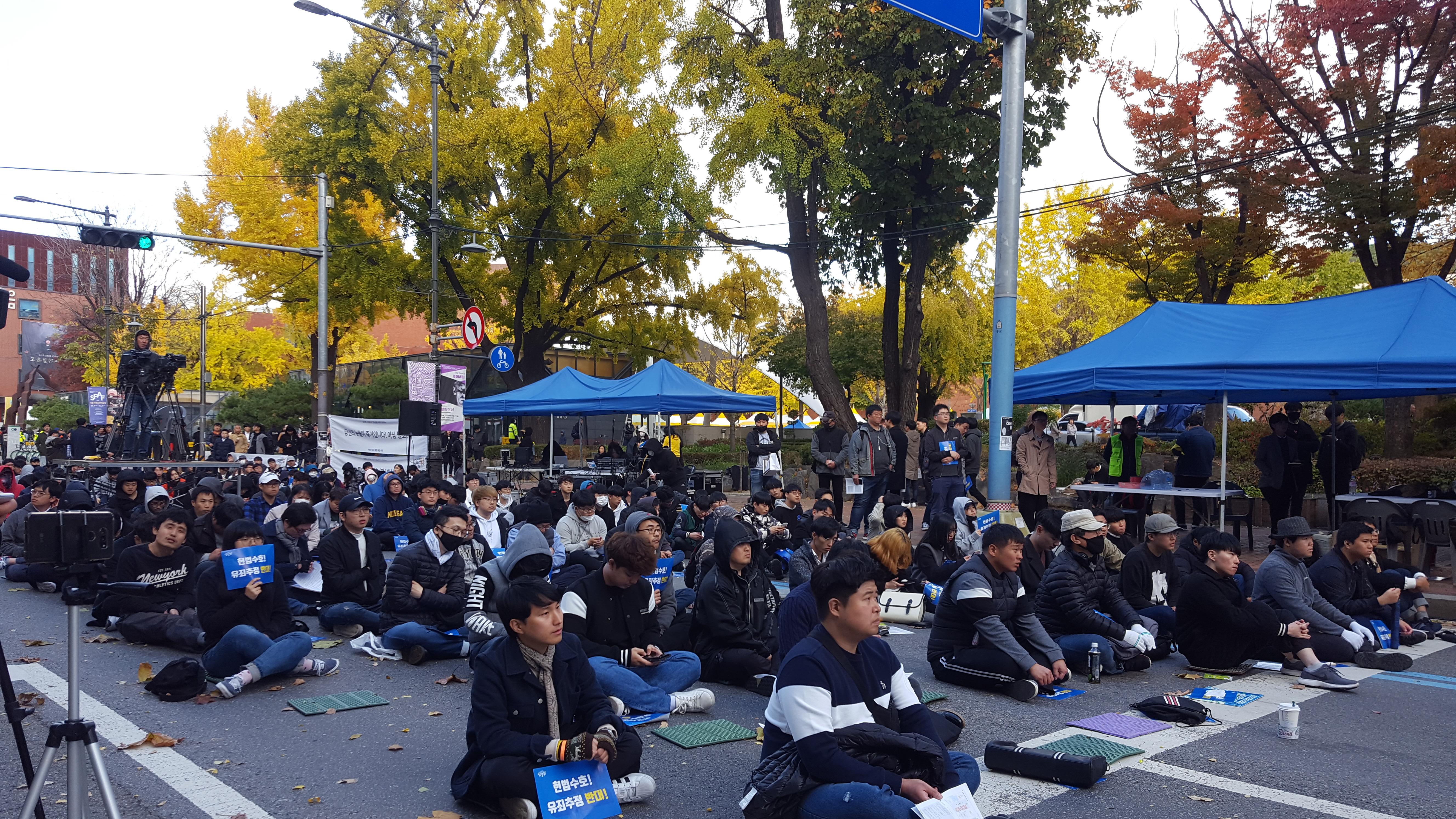
3시 35분

### 성별 갈등
9월 15일 제1차 사법부 유죄추정 시위가 예고되자, 17일 워마드에서 시위를 비판하는 맞불 격 글이 다수 게재됐고 심지어 시위를 촬영해 보존해야 한다는 등의 글이 올라오면서 충돌이 우려되었다. 당당위는 “남녀 대결을 하지 않겠다”고 선언했지만 내부에서는 저마다 성범죄에 대해 다른 목소리를 내고 있고 오세라비를 영입한 것 그리고 장소의 상징성을 생각했을 때 시위가 ‘성 대결’ 양상으로 흘러가는 것 아니냐는 우려가 있었다. 한편 사안의 성격상 남녀 대결 양상으로 번질 가능성을 배제하기 어렵다는 지적도 있다.

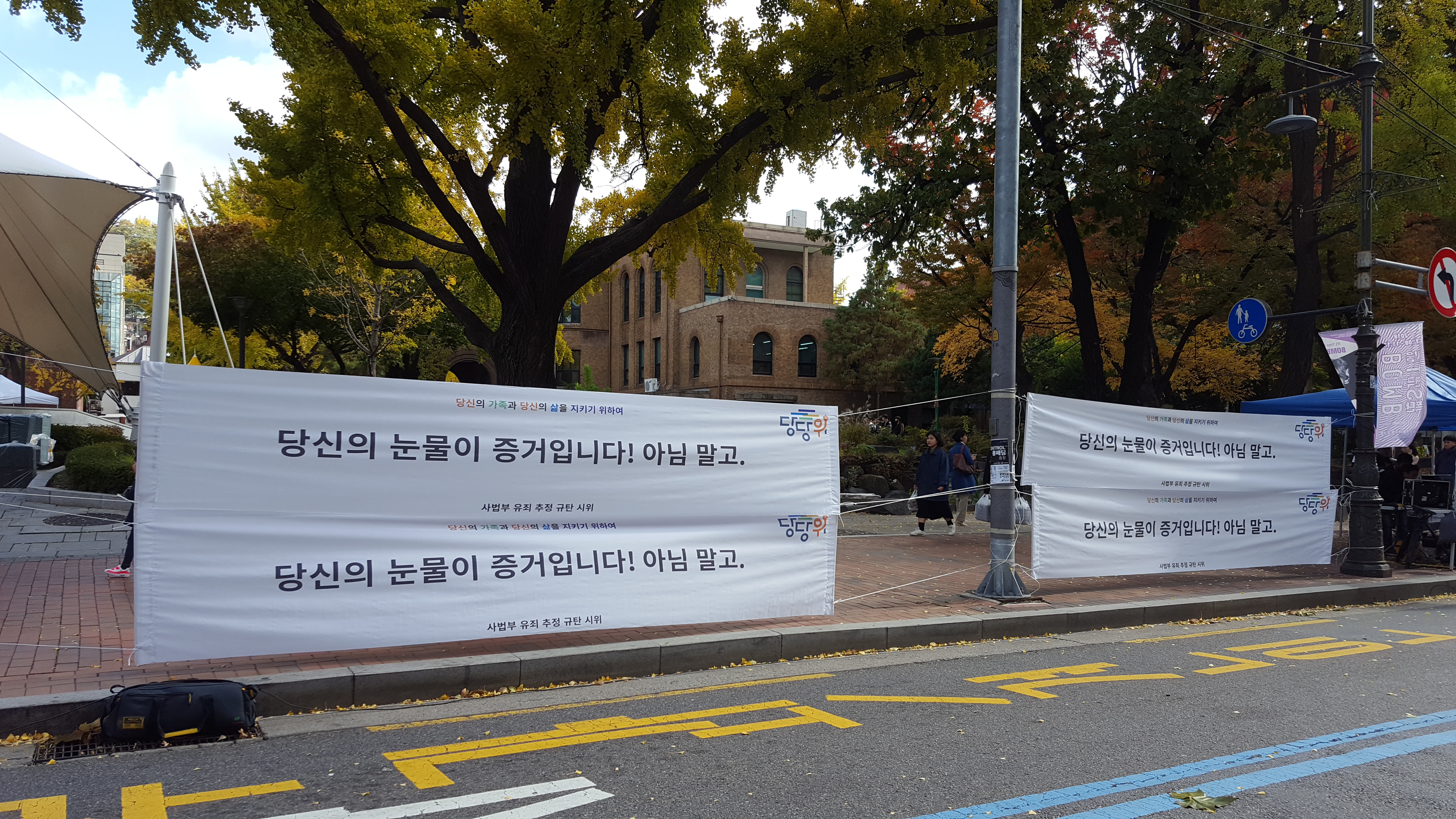
언론을 풍자하기 위해 사용된 현수막

이에 대해 고강섭 한국청년정책연구원 책임연구원은 사법 권력의 신뢰 하락과 판결에 대한 불만에서 시작된 시위인데, 이슈화를 위해 양 집회 측이 남녀 대결 구도를 만들고 있다며 여성단체들도 본인들 논리에만 매몰해 다른 의견에 귀 기울이지 않으면 사회적으로 고립될 수 있으니 소통 창구를 만들고, 논리의 재생산을 통해 건전한 토론을 해야 한다고 조언했다. 신광영 중앙대 사회학과 교수는 지속적인 성평등 인식과 제도 변화가 필요하면서 갈등은 변화를 만들어내는 계기가 될 수 있다는 점에서 부정적인 현상만은 아니라고 진단했다. 구정우 성균관대 사회학과 교수는 당당위 시위에 대해 “남성들의 단순한 백래시나 기득권 유지 시도로 볼 수는 없다”고 평가했고“젊은 남녀가 서로를 인정하고 대화를 나누며 공감의 폭을 넓혀가야 한다”며 “언론 역시 갈등을 조장하기보다는 중재 역할에 적극 나서야 한다”고 말했다. 주승희 덕성여대 법학과 교수는 ‘피해자 중심주의’에 반발하는 목소리에 대해 "기득권을 뺏기지 않으려는 무지하고 불합리한 저항이라고 매도할 수도 있지만, 그 속에는 ‘여성 편향’으로 치우치지 않길 바라는 합리적인 비판도 있으며" "피해자의 목소리에 더 귀를 기울여야 하겠지만 헌법의 자유·평등 원칙과 형사소송법의 무죄 추정 원칙과 증거재판주의가 훼손되지 않도록 주의할 필요가 있다"고 말했다. 장덕진 서울대 사회학과 교수는 "최근 '친밀성의 공간'에서 통용되던 수칙이 과거와 상당히 달라지다 보니 남성들이 당황스러워하고 있는 것 같다"며 "그들 입장에서는 적어도 예측할 수 있는 행동수칙을 제시해달라는 식으로 불만을 제기하는 것"이라고 분석했다. 설동훈 전북대 사회학과 교수는 사법부 판결에 대한 상반된 인식은 재판거래 의혹 등으로 사법부가 국민의 신뢰를 잃은 탓이라고 주장했다. 액시스마이콜은 남녀의 문제 아닌 법치국가에 사는 사람들이 법의 대원칙이 무너진 것에 목소리를 낸 것"이라며 "이를 남녀 간의 문제로 몰아가는 보도는 반성의 자세를 가져주길 바란다"고 밝혔다.

### 양측 비방
1차 집회가 끝난 후 온라인에선 단체 이름이 검색어 상위권에 오르며 이슈로 떠올랐고 상대 진영을 향해 원색적인 비방을 담은 글이 난무했다. 이에 대해 김윤태 고려대 사회학 교수는 여러 사회적 요인 때문이라 하였고 임운택 계명대 사회학 교수는 의견 표명의 장이 온라인 공간으로 대체되면서 혐오가 빠르게 퍼졌다고 분석하였다.

## 같이 보기
- 대한민국의 여성 운동
- 청와대 국민청원

### 내용주
1. ↑  언론은 최대 300명이라고 추산했으나[1] 당신의 가족과 당신의 삶을 지키기 위하여는 주최 추산 참가자를 발표한 적 없다.[2]

### 참고주
1. 1 2  장수경 기자; 이정규 기자 (2018년 10월 27일). “[영상] 두 남성단체 ‘곰탕집 성추행 유죄 판결’ 찬반 맞불집회”. 《한겨례》. 2018년 10월 27일에 원본 문서에서 보존된 문서. 2018년 10월 27일에 확인함.
2. ↑  짱짱이 (2018년 10월 28일). “1차 시위에서의 오해 (1차 추가)”. 《네이버 카페》. 2018년 10월 29일에 원본 문서에서 보존된 문서. 2018년 10월 29일에 확인함.
3. ↑  냥라임 (2018년 9월 7일). “나는 이번 보배사건을 통해 분노해서, 여러분들에게 집회를 제안한다.”. 《웃긴대학》. 2018년 11월 4일에 원본 문서에서 보존된 문서. 2018년 11월 4일에 확인함.
4. ↑  냥라임 (2018년 9월 8일). “(재업) 저는 이번 사건에 분노해, 여러분들에게 집회를 제안 합니다.”. 《웃긴대학》. 2018년 11월 4일에 원본 문서에서 보존된 문서. 2018년 11월 4일에 확인함.
5. ↑  냥라임 (2018년 9월 8일). “저는 이번 사건에 분노해, 여러분들에게 집회를 제안 합니다.”. 《웃긴대학》. 2018년 11월 4일에 원본 문서에서 보존된 문서. 2018년 11월 4일에 확인함.
6. ↑  노래 (2018년 9월 10일). “당당위 공식 답변입니다.”. 《네이버 카페》. 2018년 11월 4일에 원본 문서에서 보존된 문서. 2018년 11월 4일에 확인함.
7. ↑  kiwicandy (2018년 9월 15일). “당당위 활동사항 보고”. 《네이버 카페》. 2018년 11월 4일에 원본 문서에서 보존된 문서. 2018년 11월 4일에 확인함.
8. ↑  이명수 기자 (2018년 9월 19일). ““곰탕집 성추행 내달 27일 시위” ... ‘당당위’ 카페 회원 가입ㆍ후원금 쇄도”. 《헤럴드경제》. 2018년 10월 7일에 원본 문서에서 보존된 문서. 2018년 10월 7일에 확인함.
9. ↑  kiwicandy (2018년 9월 16일). “좋은 소식 있어서 전해드립니다.”. 《네이버 카페》. 2018년 11월 4일에 원본 문서에서 보존된 문서. 2018년 11월 4일에 확인함.
10. ↑  조한대 기자 (2018년 9월 27일). “[단독]‘곰탕집 성추행 사건’ 집회, '여성 혐오 반대' 외쳤던 혜화역에서”. 《중앙일보》. 2018년 9월 27일에 원본 문서에서 보존된 문서. 2018년 9월 27일에 확인함.
11. 1 2  kiwicandy (2018년 9월 30일). “1차 시위 공지 (10.25 맞불집회 대비로 수정)”. 《네이버 카페》. 2018년 11월 4일에 원본 문서에서 보존된 문서. 2018년 11월 4일에 확인함.
12. ↑  망고 (2018년 10월 8일). “:: 2018.10.27 (토) 오후 1시 혜화역 1차 유죄추정 규탄 시위 :: 포스터”. 《네이버 카페》. 2018년 11월 11일에 원본 문서에서 보존된 문서. 2018년 11월 11일에 확인함.
13. 1 2 3  최정훈 기자 (2018년 10월 27일). “'곰탕집 성추행 유죄 규탄' 시위 썰렁…33만 청원자 어디에?”. 《이데일리》. 2018년 11월 5일에 원본 문서에서 보존된 문서. 2018년 11월 5일에 확인함.
14. ↑  최동현 기자 (2018년 10월 27일). “'조용한 아우성'으로 끝난 '곰탕집 성추행 사건' 맞불집회”. 《뉴스1》. 2018년 10월 27일에 원본 문서에서 보존된 문서. 2018년 10월 27일에 확인함.
15. 1 2 3 4 5  박소정 기자; 최지희 기자 (2018년 10월 27일). “'곰탕집 성추행 판결' 맞불집회 '썰~렁'… "남자라서 유죄" VS "저런 게 2차 가해"”. 《조선일보》. 2018년 10월 27일에 원본 문서에서 보존된 문서. 2018년 10월 27일에 확인함.
16. 1 2  최동현 기자 (2018년 10월 27일). “"눈물이 증거냐"vs"2차 가해"…'곰탕집 성추행' 맞불집회”. 《뉴스1》. 2018년 10월 27일에 원본 문서에서 보존된 문서. 2018년 10월 27일에 확인함.
17. 1 2  김유진 기자 (2018년 10월 27일). “[곰탕집 성추행 판결 규탄집회]“자기 방어가 2차 가해? 고소 당하는 순간 매장당하라는 것””. 《헤럴드경제》. 2018년 11월 6일에 원본 문서에서 보존된 문서. 2018년 11월 6일에 확인함.
18. 1 2 3 4  “혜화역에서 외친 '사법정의'... 당당위 ”성범죄 '유죄추정' 규탄””. 《서울의소리》. 2018년 10월 28일. 2018년 11월 5일에 원본 문서에서 보존된 문서. 2018년 11월 5일에 확인함.
19. ↑  “곰탕집 성추행 사건 맞불집회 <2차 가해 규탄 집회>”. 《페이스북》. 2018년 10월 3일. 2018년 11월 4일에 원본 문서에서 보존된 문서. 2018년 11월 4일에 확인함.
20. 1 2  이소연 기자; 신민경 기자; 지영의 기자; 박태현 기자 (2018년 10월 27일). “빈 수레가 요란?…‘곰탕집 성추행’ 당당위·남함페 맞불집회 ‘썰렁’”. 《쿠키뉴스》. 2018년 11월 6일에 원본 문서에서 보존된 문서. 2018년 11월 6일에 확인함.
21. ↑  박태현 기자 (2018년 10월 27일). “남함페 '당당위 집회 포스터 찢는 퍼포먼스'”. 《쿠키뉴스》. 2018년 11월 6일에 원본 문서에서 보존된 문서. 2018년 11월 6일에 확인함.
22. ↑  조한대 기자 (2018년 10월 27일). “"피해 진술이 증거냐"vs"2차 가해"…혜화역 두 목소리 집회”. 《중앙일보》. 2018년 10월 27일에 원본 문서에서 보존된 문서. 2018년 10월 27일에 확인함.
23. ↑  김태규 기자 (2018년 10월 27일). “[현장취재] 남함페 “당당위 시위는 명백한 2차 가해””. 《투데이신문》. 2018년 11월 16일에 원본 문서에서 보존된 문서. 2018년 11월 16일에 확인함.
24. 1 2 3  현지용 기자 (2018년 10월 28일). “[당당위]⑤액시스마이콜 "사법부 스스로 법의 대원칙 무시"”. 《시사포커스》. 2018년 11월 14일에 원본 문서에서 보존된 문서. 2018년 11월 14일에 확인함.
25. ↑  현지용 기자 (2018년 10월 28일). “[당당위]①조덕제 "무죄추정 원칙 수호, 사법부 아닌 국민이 외쳐"”. 《시사포커스》. 2018년 11월 14일에 원본 문서에서 보존된 문서. 2018년 11월 14일에 확인함.
26. ↑  정민경 기자 (2018년 10월 17일). “여자한테 사랑받으려고 ‘남자 페미니스트’한다고요?”. 《미디어오늘》. 2018년 10월 17일에 원본 문서에서 보존된 문서. 2018년 10월 17일에 확인함.
27. ↑  손덕호 기자; 김우영 기자 (2018년 10월 26일). “27일 혜화역서 '곰탕집 성추행 판결' 찬반 동시 집회”. 《조선일보》. 2018년 10월 26일에 원본 문서에서 보존된 문서. 2018년 10월 26일에 확인함.
28. 1 2  최동현 기자 (2018년 10월 27일). “'조용한 아우성'으로 끝난 '곰탕집 성추행 사건' 맞불집회”. 《뉴스1》. 2018년 10월 27일에 원본 문서에서 보존된 문서. 2018년 10월 27일에 확인함.
29. ↑  이재훈 기자; 장수경 기자; 장예지 기자; 이정규 기자; 이준희 기자 (2018년 10월 28일). “‘곰탕집 성추행’ 집회 참가자들 “유튜브 보고 나왔다””. 《한겨례》. 2018년 10월 28일에 원본 문서에서 보존된 문서. 2018년 10월 28일에 확인함.
30. ↑  박가분 (2018년 10월 29일). “한겨레 왜 ‘가난한 조중동’인가 했더니, 당당위 집회 ‘극우’ 낙인”. 《리얼뉴스》. 2018년 10월 29일에 원본 문서에서 보존된 문서. 2018년 10월 29일에 확인함.
31. ↑  오세라비 (2018년 10월 31일). “저널리즘 본질 망각한 한겨레·프레시안”. 《리얼뉴스》. 2018년 11월 8일에 원본 문서에서 보존된 문서. 2018년 11월 8일에 확인함.
32. ↑  서민 (2018년 11월 6일). “[서민의 어쩌면]남자 역차별론은 허구다”. 《경향신문》. 2018년 11월 8일에 원본 문서에서 보존된 문서. 2018년 11월 8일에 확인함.
33. ↑  김희래 기자 (2018년 9월 28일). “`곰탕집 성추행` 이번엔 남성들이 뭉친다”. 《매일경제》. 2018년 9월 18일에 원본 문서에서 보존된 문서. 2018년 9월 18일에 확인함.
34. 1 2  김희래 기자 (2018년 9월 28일). “‘사법부가 유죄 추정’ 남성 시위도 혜화역에서…성대결 번지나”. 《매일경제》. 2018년 9월 29일에 원본 문서에서 보존된 문서. 2018년 9월 29일에 확인함.
35. 1 2  조성흠 기자 (2018년 9월 27일). “성범죄 판결 놓고 ‘상반된’ 시각…따로 열리는 집회”. 《연합뉴스》. 2018년 11월 11일에 원본 문서에서 보존된 문서. 2018년 11월 11일에 확인함.
36. ↑  이승진 기자 (2018년 9월 19일). “'곰탕집 성추행' 실형 이후…남녀 성대결 확산 조짐”. 《아시아경제》. 2018년 11월 12일에 원본 문서에서 보존된 문서. 2018년 11월 12일에 확인함.
37. ↑  조재연 기자 (2018년 11월 1일). “평행선 달리는 女嫌-男嫌…“다른 의견도 들어야 건전해진다””. 《문화일보》. 2018년 11월 5일에 원본 문서에서 보존된 문서. 2018년 11월 5일에 확인함.
38. ↑  박현익 기자 (2018년 9월 26일). “[법도 性차별하나]⑤ '곰탕집 사건'은 여성 진술만으로 판결했나…'피해자 말이 증거'는 논쟁中”. 《조선일보》. 2018년 9월 26일에 원본 문서에서 보존된 문서. 2018년 9월 26일에 확인함.
39. 1 2  현혜란 기자 (2018년 9월 25일). “남성우대? 여성우대?…양 갈래 '편파판결 성토대회' 내달 예고”. 《연합뉴스》. 2018년 9월 25일에 원본 문서에서 보존된 문서. 2018년 9월 25일에 확인함.
40. ↑  박상은 기자; 이재연 기자 (2018년 10월 28일). “다르면 ‘적’… 혐오로 뒤덮인 광장”. 《국민일보》. 2018년 11월 9일에 원본 문서에서 보존된 문서. 2018년 11월 9일에 확인함.